# Мелито ди Наполи
Мелѝто ди На̀поли (на италиански: Melito; на неаполитански: Melite 'e Napule, Мелитъ е Напулъ) е град и община в Южна Италия, провинция Неапол, регион Кампания. Разположен е на 89 m надморска височина. Населението на общината е 38 163 души (към 2010 г.).